# 稻单胞菌属
稻单胞菌属（学名：Oryzomonas）是地杆菌科下的一个属。

## 下属物种
本属包括以下物种：
- 日本稻单胞菌 Oryzomonas japonicum
- 红色稻单胞菌 Oryzomonas ruber
- 佐贺稻单胞菌 Oryzomonas sagensis